# Ozognathus dubius
Ozognathus dubius är en skalbaggsart som beskrevs av Henry Clinton Fall 1905. Ozognathus dubius ingår i släktet Ozognathus och familjen trägnagare. Inga underarter finns listade i Catalogue of Life.